# Matt Reid
Matt Reid (Sydney, 17 juli 1990) is een Australische tennisspeler. Hij heeft nog geen ATP-toernooi gewonnen, maar was al eenmaal verliezend finalist in het dubbelspel. Wel deed hij al mee aan een Grand Slam. Hij heeft één challenger in het enkelspel en achttien challengers in het dubbelspel op zijn naam staan.

## Palmares

### Palmares enkelspel
| Legenda                       | Legenda               |
| ----------------------------- | --------------------- |
| Grand Slam                    |                       |
| Olympische Spelen             |                       |
| tot 2009                      | vanaf 2009            |
| Tennis Masters Cup            | ATP Finals            |
| ATP Masters Series            | ATP Tour Masters 1000 |
| ATP International Series Gold | ATP Tour 500          |
| ATP International Series      | ATP Tour 250          |

| Nr.                  | Datum           | Toernooi | Ondergrond | Tegenstander in finale | Score    |
| -------------------- | --------------- | -------- | ---------- | ---------------------- | -------- |
| Gewonnen challengers |                 |          |            |                        |          |
| 1.                   | 27 januari 2014 | Burnie   | Hardcourt  | Hiroki Moriya          | 6-3, 6-2 |

### Palmares dubbelspel
| Nr.                              | Datum             | Toernooi        | Ondergrond    | Partner            | Tegenstanders in finale                   | Score                | Details |
| -------------------------------- | ----------------- | --------------- | ------------- | ------------------ | ----------------------------------------- | -------------------- | ------- |
| Verloren finales herendubbel     |                   |                 |               |                    |                                           |                      |         |
| 1.                               | 22 juli 2017      | ATP Newport     | Gras          | John-Patrick Smith | Aisam-ul-Haq Qureshi Rajeev Ram           | 4-6, 6-4, [7-10]     | Details |
| Gewonnen challengers herendubbel |                   |                 |               |                    |                                           |                      |         |
| 1.                               | 28 januari 2013   | Adelaide        | Hardcourt     | Samuel Groth       | James Duckworth Greg Jones                | 6-2, 6-4             |         |
| 2.                               | 1 april 2013      | León            | Hardcourt     | Chris Guccione     | Purav Raja Divij Sharan                   | 6-3, 7-5             |         |
| 3.                               | 30 september 2013 | Sacramento      | Hardcourt     | John-Patrick Smith | Jarmere Jenkins Donald Young              | 7-6(1), 4-6, [14-12] |         |
| 4.                               | 27 januari 2014   | Burnie          | Hardcourt     | John-Patrick Smith | Toshihide Matsui Danai Udomchoke          | 6-4, 6-2             |         |
| 5.                               | 16 november 2014  | Yokohama        | Hardcourt     | Bradley Klahn      | Marcus Daniell Artem Sitak                | 4-6, 6-4, [10-7]     |         |
| 6.                               | 7 februari 2015   | Burnie          | Hardcourt     | Carsten Ball       | Radu Albot Matthew Ebden                  | 7-5, 6-4             |         |
| 7.                               | 29 november 2015  | Toyota          | Tapijt (I)    | Brydan Klein       | Riccardo Ghedin Yi Chu-huan               | 6-2, 7-63            |         |
| 8.                               | 15 mei 2016       | Seoel           | Hardcourt     | John-Patrick Smith | Gong Mao-Xin Yi Chu-huan                  | 6-3, 7-5             |         |
| 9.                               | 24 juli 2016      | Binghamton      | Hardcourt     | John-Patrick Smith | Liam Broady Guilherme Clezar              | 6-4, 6-2             |         |
| 10.                              | 2 oktober 2016    | Tiburon         | Hardcourt     | John-Patrick Smith | Quentin Halys Dennis Novikov              | 6-1, 6-2             |         |
| 11.                              | 23 oktober 2016   | Las Vegas       | Hardcourt     | Brian Baker        | Bjorn Fratangelo Denis Kudla              | 6-1, 7-5             |         |
| 12.                              | 30 oktober 2016   | Traralgon       | Hardcourt     | John-Patrick Smith | Matthew Barton Matthew Ebden              | 6-4, 6-4             |         |
| 13.                              | 20 november 2016  | Toyota          | Tapijt (I)    | John-Patrick Smith | Jeevan Nedunchezhiyan Christopher Rungkat | 6-3, 6-4             |         |
| 14.                              | 12 februari 2017  | San Francisco   | Hardcourt (I) | John-Patrick Smith | Gong Mao-Xin Zhang Ze                     | 6-74, 7-5, [10-7]    |         |
| 15.                              | 12 augustus 2018  | Aptos           | Hardcourt     | Thanasi Kokkinakis | Jonny O'Mara Joe Salisbury                | 6-2, 4-6, [10-8]     |         |
| 16.                              | 9 september 2018  | Cassis          | Hardcourt     | Serhij Stachovsky  | Marc-Andrea Huesler Goncalo Oliveira      | 6-2, 6-3             |         |
| 17.                              | 17 november 2018  | Champaign       | Hardcourt (I) | John-Patrick Smith | Hans Hach Verdugo Luis David Martínez     | 6-4, 4-6, [10-8]     |         |
| 18.                              | 5 mei 2019        | Puerto Vallarta | Hardcourt     | John-Patrick Smith | Gonzalo Escobar Luis David Martínez       | 7-610, 6-3           |         |

## Prestatietabellen
| Legenda | Legenda                          |
| ------- | -------------------------------- |
| g.t.    | geen toernooi gehouden           |
| l.c.    | lagere categorie                 |
| –       | niet deelgenomen                 |
| G       | uitgeschakeld in de groepsfase   |
| 1R      | uitgeschakeld in de eerste ronde |
| 2R      | uitgeschakeld in de tweede ronde |
| 3R      | uitgeschakeld in de derde ronde  |
| 4R      | uitgeschakeld in de vierde ronde |
| KF      | uitgeschakeld in de kwartfinale  |
| HF      | uitgeschakeld in de halve finale |
| F       | de finale verloren               |
| W       | het toernooi gewonnen            |
| w-v     | winst/verlies-balans             |

### Prestatietabel (Grand Slam) enkelspel
| Grandslamtoernooien  |      |
| Australian Open      | –    |
| Roland Garros        | –    |
| Wimbledon            | 1R   |
| US Open              | –    |
| Olympische Spelen    |      |
| Olympische Spelen    | g.t. |
| Statistieken         |      |
| Totaal aantal titels | 0    |
| Eindejaarsranking    | 215  |

### Prestatietabel dubbelspel
| Grandslamtoernooien  |      |      |      |     |      |      |      |      |      |      |      |    |
| Australian Open      | 1R   | 1R   | 1R   | 1R  | 2R   | 1R   | 1R   | 1R   | 2R   | 1R   | 2R   | 1R |
| Roland Garros        | –    | –    | –    | –   | –    | –    | –    | 1R   | –    | –    | 2R   | 2R |
| Wimbledon            | –    | –    | –    | –   | –    | –    | –    | 2R   | –    | 2R   | g.t. | 2R |
| US Open              | –    | –    | –    | –   | –    | –    | –    | 2R   | –    | 2R   | –    |    |
| ATP Masters 1000     |      |      |      |     |      |      |      |      |      |      |      |    |
| Indian Wells         | –    | –    | –    | –   | –    | –    | –    | –    | –    | –    | g.t. |    |
| Miami                | –    | –    | –    | –   | –    | –    | –    | 2R   | 1R   | –    | g.t. | –  |
| Monte Carlo          | –    | –    | –    | –   | –    | –    | –    | –    | –    | –    | g.t. | –  |
| Madrid               | –    | –    | –    | –   | –    | –    | –    | –    | –    | –    | g.t. | –  |
| Rome                 | –    | –    | –    | –   | –    | –    | –    | –    | –    | –    | –    | –  |
| Montreal/Toronto     | –    | –    | –    | –   | –    | –    | –    | –    | –    | –    | g.t. |    |
| Cincinnati           | –    | –    | –    | –   | –    | –    | –    | –    | –    | –    | –    |    |
| Shanghai             | –    | –    | –    | –   | –    | –    | –    | –    | –    | –    | g.t. |    |
| Parijs               | –    | –    | –    | –   | –    | –    | –    | –    | –    | –    | –    |    |
| Olympische Spelen    |      |      |      |     |      |      |      |      |      |      |      |    |
| Olympische Spelen    | g.t. | g.t. | g.t. | –   | g.t. | g.t. | g.t. | g.t. | g.t. | g.t. | g.t. |    |
| Statistieken         |      |      |      |     |      |      |      |      |      |      |      |    |
| Totaal aantal titels | 0    | 0    | 0    | 0   | 0    | 0    | 0    | 0    | 0    | 0    | 0    | 0  |
| Eindejaarsranking    | 535  | 487  | 701  | 511 | 116  | 236  | 173  | 97   | 115  | 91   | 95   |    |